# Wachsausschmelzverfahren

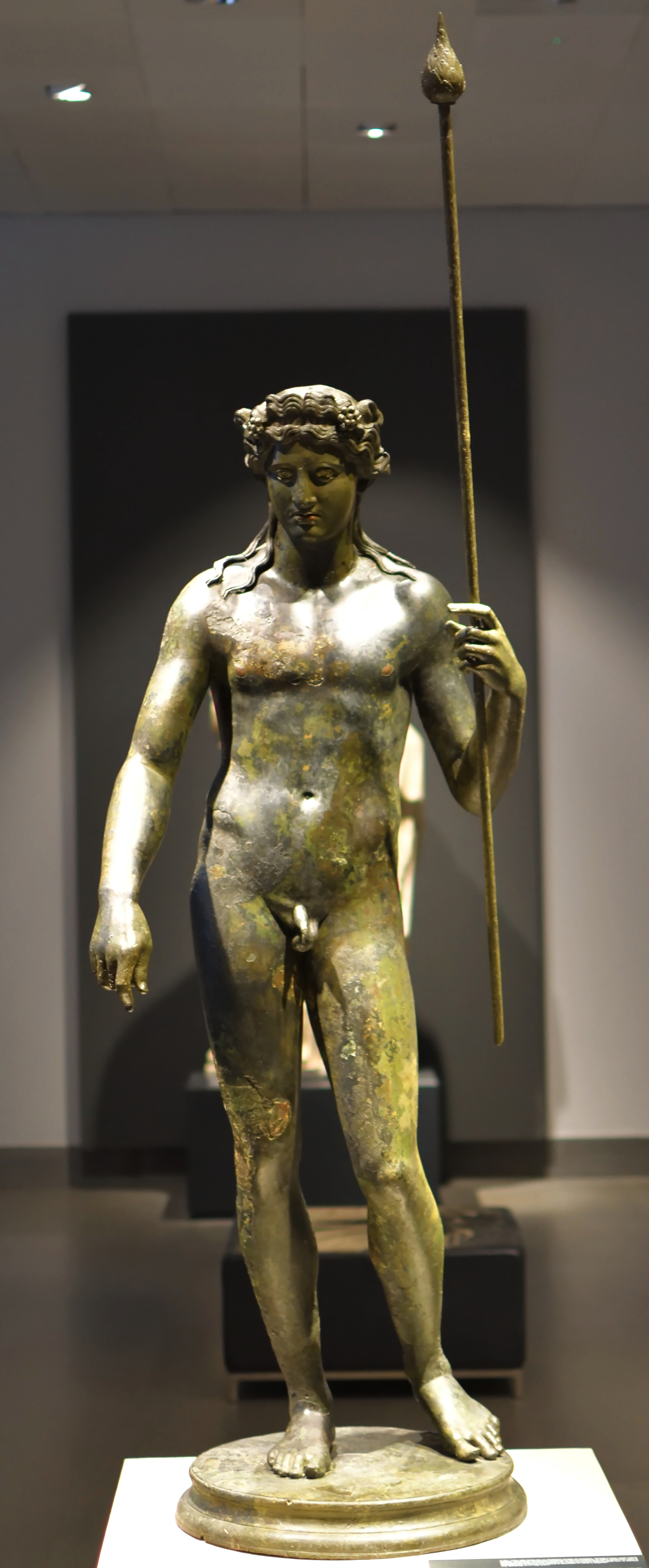
Römische Statue des Dionysos, entstanden zwischen 117 und 138 n. Chr.; ausgestellt im Museo Nazionale Romano, Palazzo Massimo Alle Terme. Die Skulptur wurde mit dem Wachsausschmelzverfahren hergestellt. Der Mund wurde unter Anwendung der Kupfer-Damaszenierungstechnik realisiert

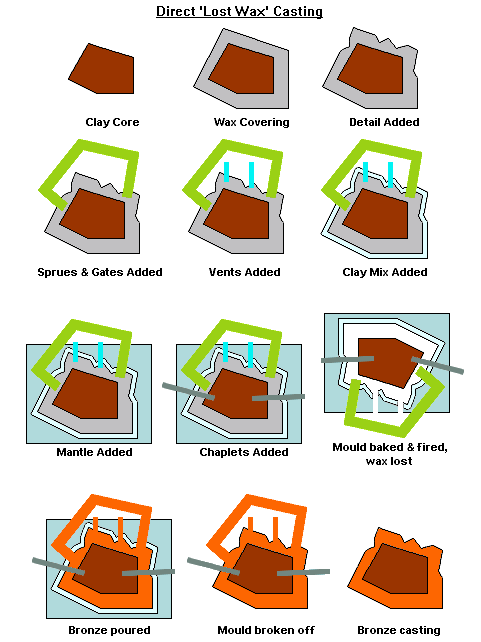
Illustration des schrittweisen Bronzegusses nach dem Wachsausschmelzverfahren

Das Wachsausschmelzverfahren ist ein Formverfahren für den Metall- und Glasguss. Es werden oft einteilige Formen hergestellt. Die Modelle werden meist aus Wachs hergestellt. Im Verlauf des Verfahrens wird sowohl das Modell als auch die Form zerstört. Daher wird es auch als Verfahren mit verlorenem Modell bezeichnet, gelegentlich auch als Verfahren mit verlorener Form. Da aber noch andere, gänzlich verschiedene Formverfahren mit verlorener Form existieren, sollte letztere Bezeichnung vermieden werden.
Eine andere Bezeichnung für das Verfahren ist der französische Begriff cire perdue („verlorenes Wachs“). Der englische Begriff für diese Technik ist Lost-wax casting und bezieht sich auf die französische Bezeichnung.

## Arbeitsschritte
Dies ist der grundlegende Ablauf:
1. Modellierung: Zunächst wird das gewünschte Objekt aus Wachs geformt. Dies kann von Hand durch einen Künstler oder mit Hilfe von Gussformen geschehen.
2. Anbringen von Gusskanälen: Anschließend werden Gusskanäle und -Gießsysteme aus Wachs am Modell angebracht. Durch sie wird später das flüssige Metall in die Form gegossen und Luft und Gase entweichen.
3. Vorbereitung der Form: Das mit Wachs modellierte Objekt wird in eine Form gelegt. Diese Form kann aus verschiedenen Materialien wie Gips, Ton oder Silikon bestehen.
4. Wachsausschmelzen: Die Form wird erhitzt, um das Wachs im Inneren zu schmelzen und zu entfernen. Zurück bleibt ein Hohlraum, der die Form des ursprünglichen Objekts hat.
5. Gießen: Nachdem das Wachs geschmolzen ist, wird die Form erhitzt und das flüssige Metall (in der Regel Bronze) in den Hohlraum gegossen.
6. Abkühlen und Entfernen der Form: Das Metall wird in der Gussform abgekühlt und erstarrt. Dann wird die Form entfernt, um das fertige Bronzestück freizulegen.
7. Nachbearbeitung: Nach dem Gießen können noch Nachbearbeitungen wie Ziselieren, Schleifen, Polieren und Patinieren durchgeführt werden, um das endgültige Aussehen zu erzielen.

Dieses Verfahren ermöglicht die Herstellung von komplexen und detaillierten Bronzestücken und wird seit Jahrhunderten von Künstlern und Handwerkern weltweit angewendet.

## Varianten des Wachsausschmelzverfahrens

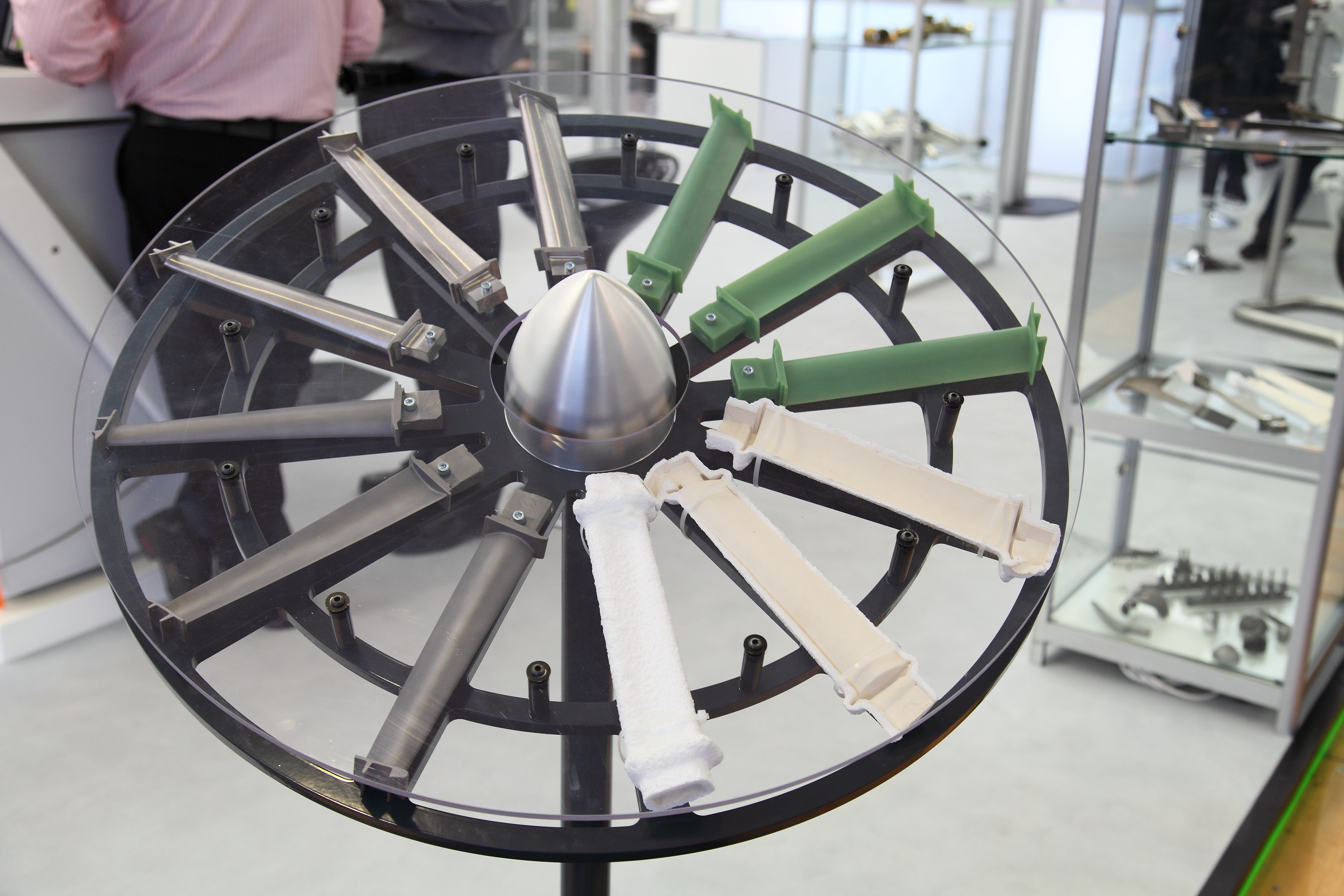
Anschauungsmodell für die Arbeitsschritte bei einer Turbinenschaufel: Wachsmodell → Einbettung in Keramik → Gussstück → poliertes Gussstück

Man unterscheidet zwei Arten von Formen, die verschieden aufgebaut werden:

### Blockförmige Formen
Hierzu zählen alle Formstoffe, deren Bindemittel Gips ist, z. B. Schamotte oder Ziegelsplitt. Die Wachsmodelle werden mit einem Anschnitt versehen und entweder in den flüssigen Formstoff getaucht oder die Modelle werden mit dem Formstoff übergossen. Nachdem der Gips abgebunden hat, müssen die Formen je nach Größe einige Tage im Trockenofen bei Temperaturen bis etwa 800 °C gebrannt werden.

### Formen mit schalenförmigem Aufbau
Diese Formen umhüllen das Wachsmodell mit einer Schale aus feuerfestem Formstoff. Während bei den obengenannten Formen der Formstoff in flüssiger Weise vorliegt, wird bei dieser Methode der Formstoff in einem oder mehreren Arbeitsgängen auf das Wachs aufgetragen. Die am häufigsten verwendeten Formstoffe hierfür sind Tone und speziell aufbereitete Lehme. Seit Ende des 20. Jahrhunderts werden auch Quarzsand mit Wasserglas als Bindemittel bzw. andere feuerfeste Materialien wie Zirkon- und Olivinsand mit synthetischen Bindemitteln verwendet. Letztere finden oft in der Schmuckindustrie, dem Präzisionsguss oder Feingießen Verwendung.

## Anforderungen an die Materialien

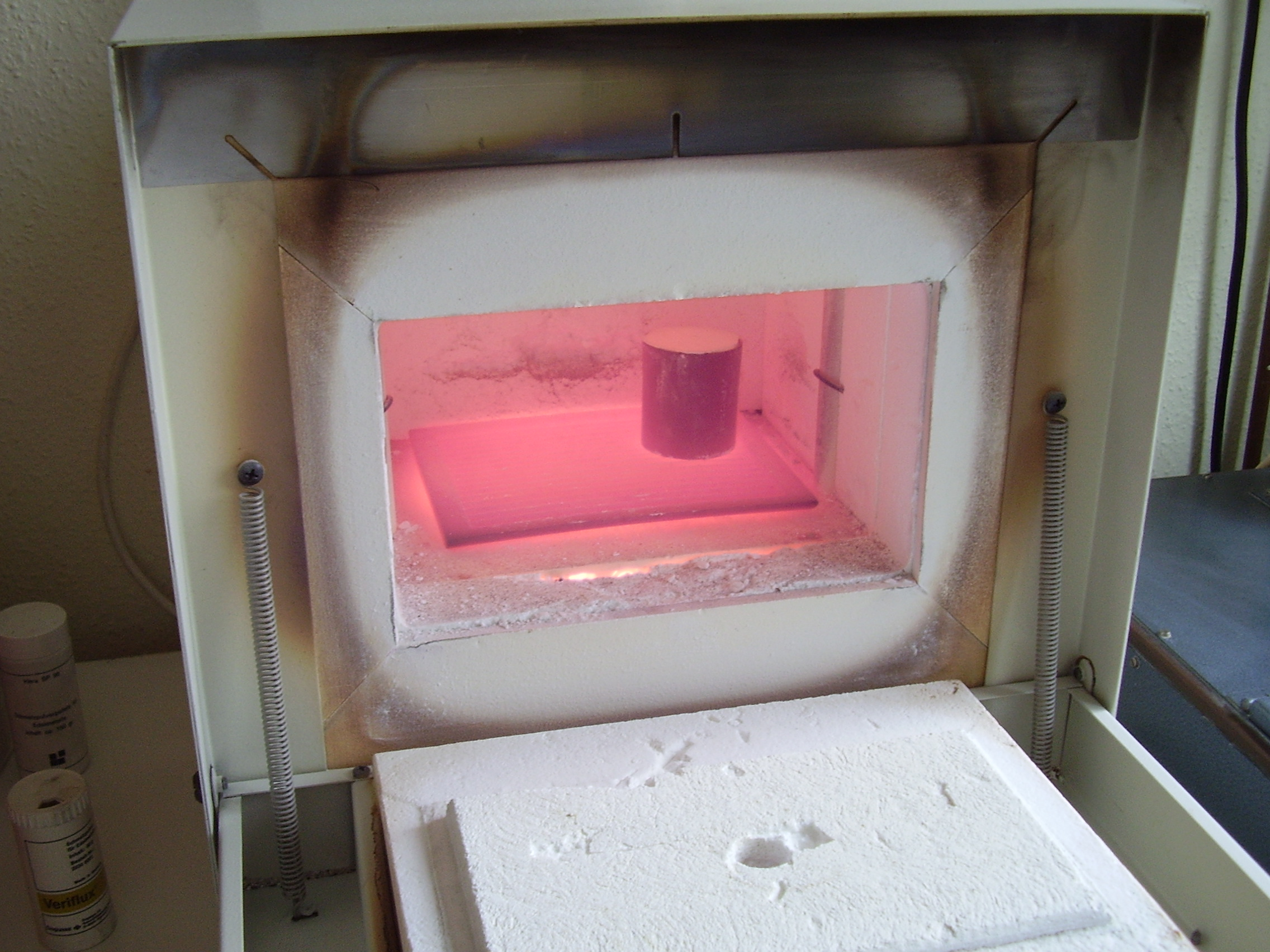
Im Ausbrennofen der Zahntechnik wird das Wachs ausgebrannt

Das Modellmaterial muss mechanisch belastbar sein, so dass es beim Einformen nicht zerbricht oder deformiert wird. Das Modellmaterial muss sich restlos ausschmelzen lassen, dies gilt speziell beim Präzisionsguss. Sollte das Modell auch mittels einer Form hergestellt werden, sollte es nur eine geringe oder gar keine Schwindung aufweisen.
Die Formstoffe sind vielgestaltig, aber alle Formstoffe sollten eine Kombination der folgenden Eigenschaften aufweisen:
- Bildsamkeit
- Feuerfestigkeit
- Gasdurchlässigkeit
- guter Zerfall nach dem Guss

Für den Präzisionsguss sind zusätzlich erforderlich:
- Dimensionsverhalten
- chemische Stabilität

Gipsgebundene Einbettmassen zerfallen leicht und geben dabei Schwefel ab, der das Gussmetall verunreinigt.
Aus den Anforderungen ergibt sich, dass eine Reihe von Materialien in Frage kommen, zum Beispiel:
- Tonminerale
- Lehm
- Schamotte
- Quarzsand
- Ziegelsplitt
- Gips

## Geschichte

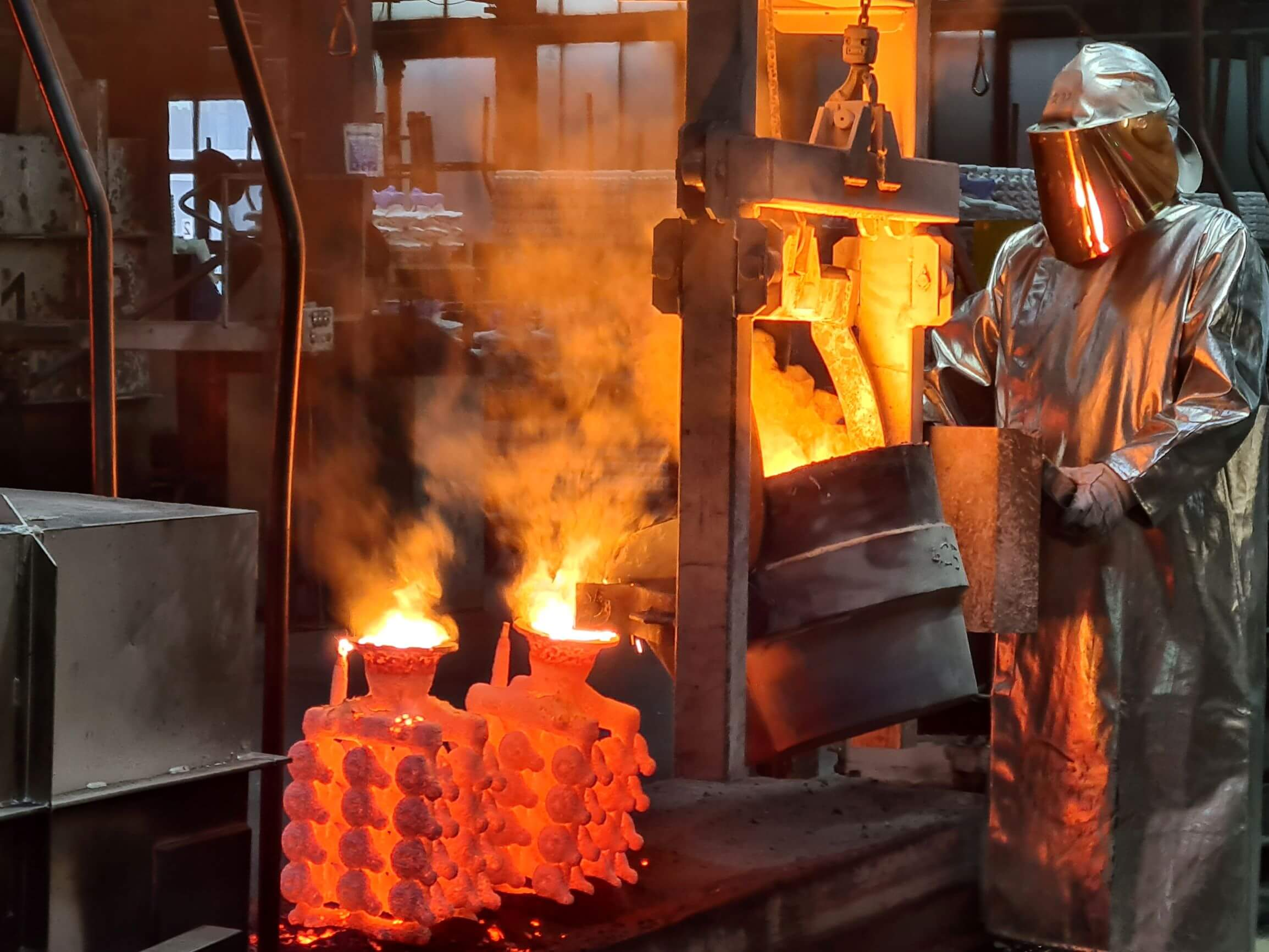
Offener Abguss der Schmelze von Metall in die vorgewärmte Keramikform

Das Prinzip dieses Verfahrens ist seit Jahrtausenden bekannt und fand spätestens seit dem 4. Jahrtausend v. Chr. Anwendung im Metallhandwerk. Bedeutende Zentren der Metallverarbeitung waren ab dem 5. Jahrtausend v. Chr. Bulgarien mit seinen frühen Kupferminen sowie Kestrel und Göltepe in Anatolien mit einer der frühesten Zinnminen und Zinnproduktion der Alten Welt (4. Jahrhundert v. Chr.).
Das Verfahren war auch den indigenen Völkern Kolumbiens und Mittelamerikas bekannt, z. B. den Muisca (Eldorado). Sie benutzten dafür z. B. Tumbaga und formten Kultgegenstände.
Alle bedeutenden Bronzekunstgusswerke des frühen Mittelalters sind so entstanden.
Heute wird beispielsweise die Kühlerfigur des Rolls-Royce (siehe Spirit of Ecstasy) im Wachsausschmelzverfahren hergestellt. Auch in der zeitgenössischen Kunst findet dieses Verfahren seine Anwendung, da die Abformung sehr exakt die feinen Modellierstrukturen abbildet, wie man beispielsweise an den Bronzeskulpturen des Künstlers Norbert Marten erkennen kann. Die Zahntechnik verwendet diese Methode ebenfalls.
Traditionell gibt es neben dem Wachsausschmelzverfahren beim Glockenguss – bei dem Schriftzeichen und Zierschmuck aus Wachs vor dem Guss auf der „falschen Glocke“ aufgebracht werden – noch ein weiteres Verfahren, um Glocken zu beschriften und/oder zu verzieren: die Glockenritzzeichnung.
Das Prinzip wird heutzutage teilweise auch noch beim Stahlguss angewandt.

## Werkbeispiele
Der reiche biblische Figurenschmuck der Bernwardstür, eine um das Jahr 1015 datierte zweiflügelige Bronzetür im Westportal des Doms zu Hildesheim, der erste Bildzyklus der deutschen Plastik, Teil des Hildesheimer Weltkulturerbes von Dom und Michaeliskirche, und zugleich eines der Hauptwerke der ottonischen Kunst, wurde im Wachsausschmelzverfahren hergestellt.
Egbert Broerken, Emil Cimiotti und Bodo Muche gehören zu Bildhauern, die das Verfahren in jüngerer Zeit nutzen.
In der DDR benutzte Siegfried Schreiber das Verfahren für Kleinplastiken im Zinnguss.

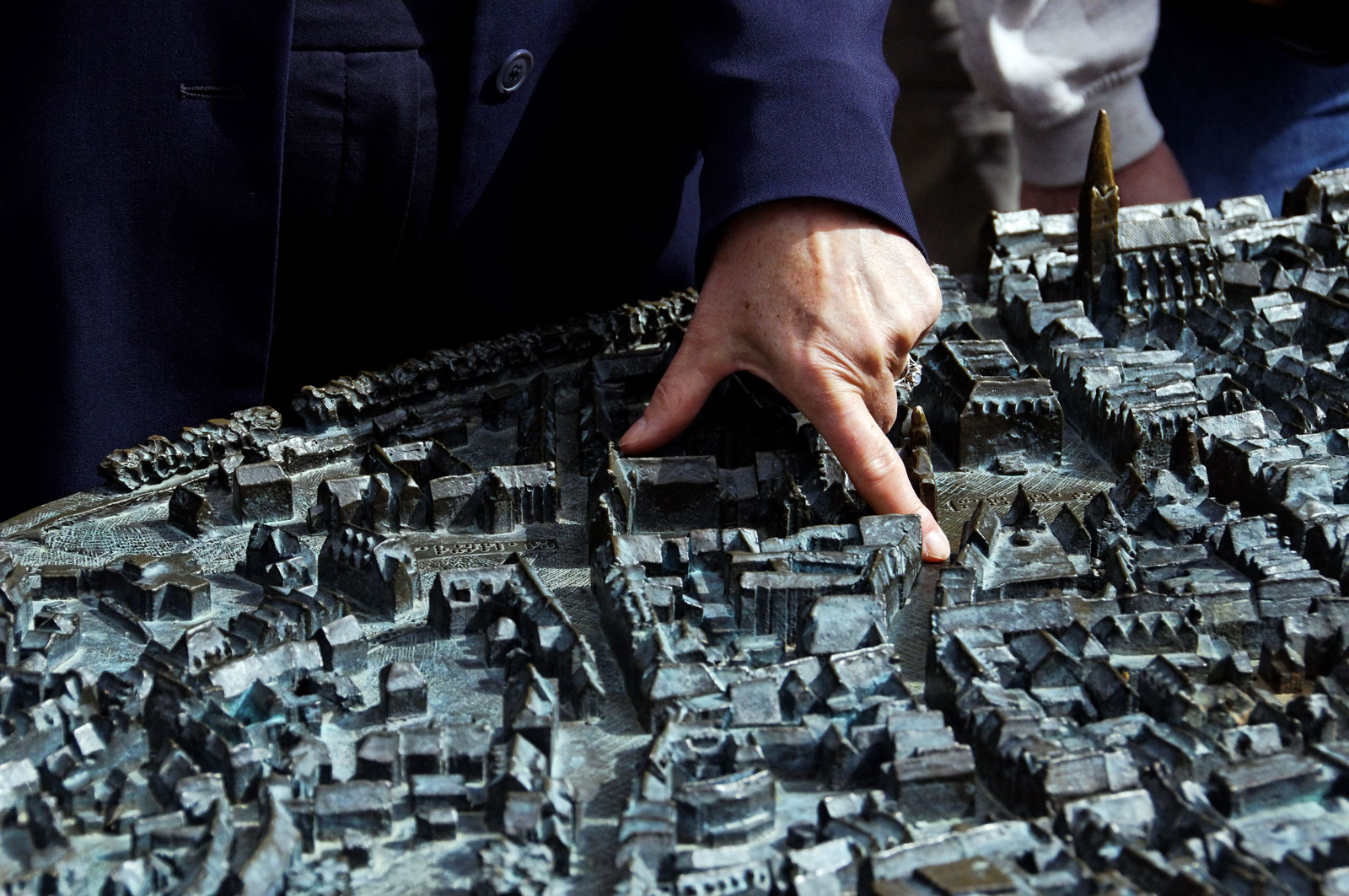
Stadtmodell Lüneburg
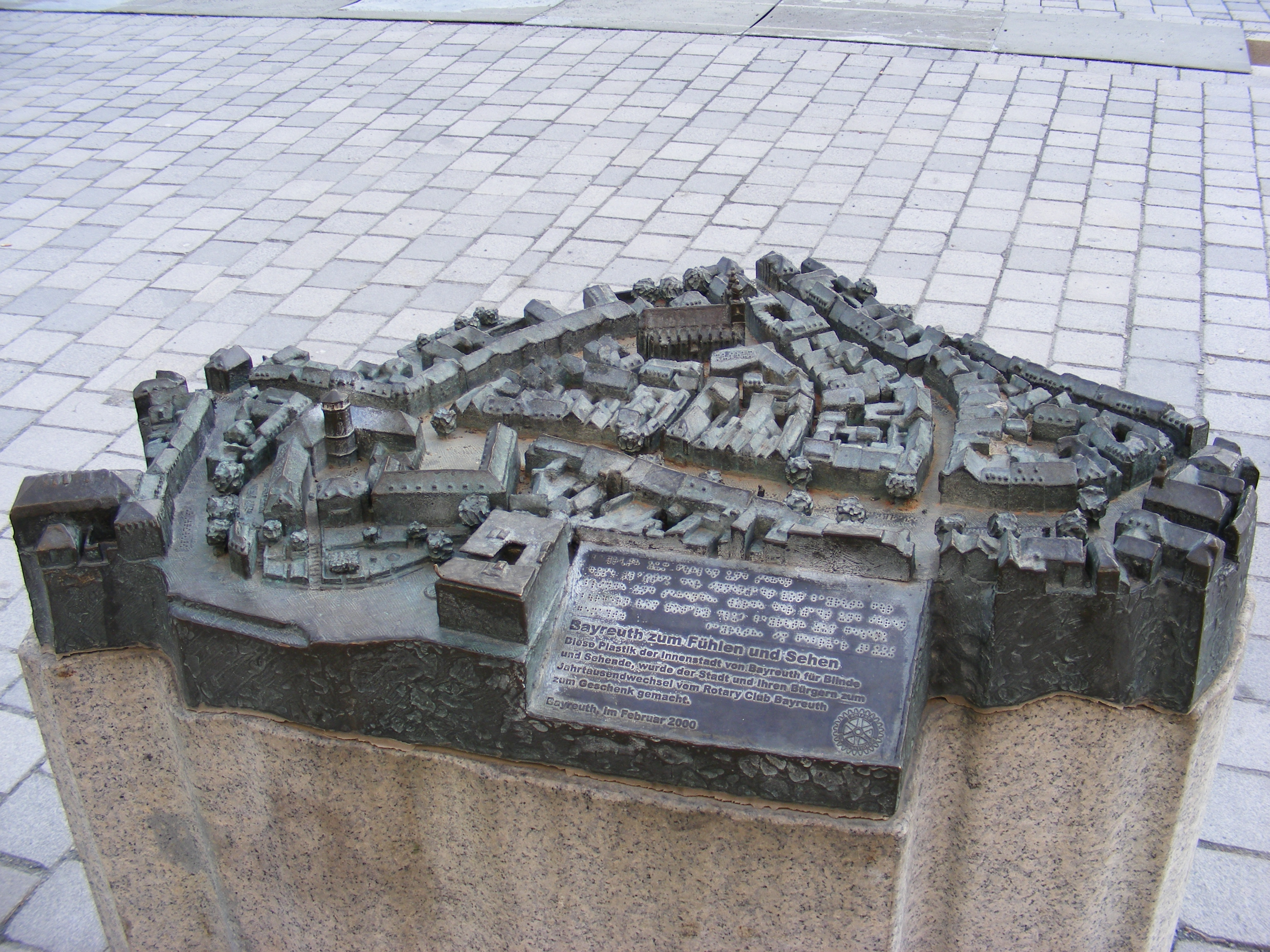
Stadtmodell Bayreuth